# Matthias Legley
Matthias Legley, né le 15 janvier 1991 à Waregem, est un coureur cycliste belge.

## Biographie
En 2010, Matthias Legley se classe deuxième du Circuit Het Nieuwsblad juniors (moins de 19 ans). Il court ensuite au sein de divers clubs belges durant ses années espoirs. Lors de la saison 2013, il devient champion de Flandre-Occidentale du contre-la-montre espoirs. Il remporte également le Grand Prix des Hauts-de-France, la Coupe Egide Schoeters ainsi qu'une étape du Tour du Brabant flamand (troisième au général). 
En 2014, il décide de rejoindre le club français de l'ESEG Douai, avec pour objectif de passer professionnel,. Dès le mois de février, il s'impose sur Bruxelles-Opwijk, un interclubs belge réputé. Il gagne par ailleurs une étape des Boucles Nationales du Printemps. L'année suivante, il triomphe en solitaire sur la première édition du Prix Souvenir René Huel, disputé à Saint-Quentin. Il fait ensuite son retour en Belgique à partir de 2016 en signant avec la formation continentale Veranclassic-Ago. Vainqueur d'étape sur le Tour de Tunisie, il connait cependant une saison gâchée par une chute sur une course à Dentergem, où il se fracture de la clavicule. Il ne reprend la compétition qu'à partir du mois de septembre.
Faute d'être parvenu à décrocher un contrat professionnel, Matthias Legley songe à mettre un terme à sa carrière en 2017. Mais il revient finalement sur sa décision et intègre la nouvelle équipe Naturablue, dirigée par Geoffrey Coupé . À 26 ans, il s'illustre principalement dans les courses africaines en remportant le Tour de Tunisie, le Tour des Aéroports ainsi que diverses étapes du Tour du Cameroun, du Tour du Sénégal et du Tour de Côte d'Ivoire. Pour la saison 2018, il est engagé par la nouvelle équipe continentale Natura4Ever-Sovac, qui possède une licence algérienne. Il met un terme à sa carrière à la fin de l'année.

## Palmarès et résultats

### Palmarès par année
- 2009
  - 2e du Circuit Het Nieuwsblad juniors
- 2012
  - Grote Prijs Nieuwkerken-Waas
  - 2e du Mémorial Noël Soetaert
- 2013
  - Champion de Flandre-Occidentale du contre-la-montre espoirs
  - Classement général du Grand Prix des Hauts-de-France
  - Coupe Egide Schoeters
  - 1re étape du Tour du Brabant flamand
  - 3e du Mémorial Noël Soetaert
  - 3e du Tour du Brabant flamand
- 2014
  - Bruxelles-Opwijk
  - Mémorial Wouter Dewilde
  - 1re étape des Boucles Nationales du Printemps
  - 2e de la Hill 60-Koers Zillebeke
- 2015
  - Prix Souvenir René Huel
- 2016
  - 4e étape du Tour de Tunisie
  - 2e du Driebergenprijs
- 2017
  - 7e étape du Tour du Cameroun
  - 3e et 7e étapes du Tour du Sénégal
  - Classement général du Tour de Tunisie
  - Classement général du Tour des Aéroports
  - 1re étape du Tour de Côte d'Ivoire
  - 2e du Challenge du Prince - Trophée de la maison royale
  - 3e du Tour de Côte d'Ivoire

### Classements mondiaux
| Année           | 2012 | 2013 | 2014 | 2015 | 2016   | 2017 | 2018   |
| --------------- | ---- | ---- | ---- | ---- | ------ | ---- | ------ |
| UCI Europe Tour | 851e |      |      |      | 1 518e |      | 1 836e |
| UCI Asia Tour   |      |      |      |      |        | 409e |        |
| UCI Africa Tour |      |      |      |      |        | 14e  |        |